# Gabor Varga
Gabor Varga (15 de marzo de 1961  - 10 de septiembre de 2006) fue un aviador sueco, que ingresó al Libro Guinness por haber realizado 256 giros acrobáticos en una hora.
En 2006, Varga estaba volando en una exhibición de vuelo en La Valeta, Malta, cuando se mató en una colisión aérea con el piloto irlandés Eddie Goggins.